# Israelske medier
Følgende er en liste over israelske medier. Se også Massemedier i Israel.

## Trykte medier
Engelske tidsskrifter
- Azure (tidsskrift) – hjemmeside www.azure.co.il – engelsk udgave af kvartalsskriftet, som udgiver essays og kritik om israelsk og jødisk offentlig politik, kultur og filosofi
- Globes – hjemmeside www.globes.co.il – engelsk hjmmeside om Israels forretningsliv og teknologi, udkommer dagligt
- Haaretz – hjemmeside www.haaretz.com – engelsk udgave af den hebraiske avis Haaretz
- IsraelInsider – hjemmeside www.israelinsider.com – uafhængig avis. Rettet mod amerikanske jøder
- Jerusalem Newswire – hjemmeside www.jnewswire.com – uafhængig kristen avis
- The Jerusalem Post – hjemmeside www.jpost.com – Israels ældste engelske avis
- The Jerusalem Report – hjemmeside www.jrep.com Arkiveret 26. januar 2005 hos  Wayback Machine – engelsk, fremmed avis
- YNetNews – hjemmeside www.ynetnews.com – engelsk hjemmeside for Israels største avis Yedioth Ahronoth
- ISRAEL21c – hjemmeside www.israel21c.org – engelsk hjemmeside med rapporter fra konflikter

Hebraiske tidsskrifter
- Globes – hjemmeside www.globes.co.il – daglig finansavis
- Haaretz – hjemmeside www.haaretz.co.il
- Hamodia
- Hazofe – hjemmeside www.hazofe.co.il – zionistisk dagligavis
- Maariv – hjemmeside www.NRG.co.il – næststørste israelske avis
- Makor Rishon – hjemmeside www.makorrishon.net –
- Tchelet – hjemmeside www.tchelet.org.il Arkiveret 14. september 2018 hos  Wayback Machine – hebraisk udgave af Azure
- Yated Ne'eman – dagligavis for det harediske samfund
- Yedioth Ahronoth – hjemmeside www.ynet.co.il – Israels største avis

Tyske tidsskrifter:
- Israel Nachrichten – hjemmeside www.imh-deutschland.de Arkiveret 16. juni 2006 hos  Wayback Machine – tysk dagligavis fra Tel Aviv for de 100 000 tysktalende jøder i Israel

Franske tidsskrifter:
- Israelvalley – www.israelvalley.com – fransk hjemmeside om Israels økonomi
- Guysen News om Israel i Frankrig Arkiveret 22. april 2008 hos  Wayback Machine

Arabiske tidsskrifter
- Al-Ittihad – arabisk dagligavis

## Radiofonimedier
- Israel Broadcasting Authority Arkiveret 15. maj 2017 hos  Wayback Machine, tv-nyheder hovedsageligt på hebraisk, noget på engelsk
- JerusalemONLINE Arkiveret 23. august 2006 hos  Wayback Machine videonyhedsopdateringer fra Israel på engelsk af Channel 2 News.
- Radio Israel Arkiveret 10. april 2008 hos  Wayback Machine
- Arutz Sheva – nyhedsside, som repræsenterer bosættelsesssamfundet, højrevendt og religiøst (engelsk)
- Kol Israel – Voice of Israel Arkiveret 22. januar 2007 hos  Wayback Machine også produceret af IBA. På hebraisk, arabisk, fransk, engelsk, spansk, ladino, russisk, persisk, jiddisch etc.
- IsraCast – Uafhengig multimedia-radiofoni og distributionsnetværk, som fokuserer på israelske udenrigsrelationer og forsvarsspørgsmål (engelsk).
- Israelisms Podcast www.israelisms.com Arkiveret 20. december 2016 hos  Wayback Machine – fremmed podcast (engelsk) om hverdagslivet og politikken i Israel

## Internet
- DailyAlert www.dailyalert.org – daglig sammendrag af israelske og internationale nyheder om Israel og Mellemøsten, forberedt af Jerusalem Center for Public Affairs for The Conference of Presidents of Major American Jewish Organizations
- Israel Hasbara-kommité Arkiveret 25. august 2019 hos  Wayback Machine